# Ezio Battistella (politico)
Ezio Battistella (Gorizia, 20 agosto 1914 – 14 giugno 1980) è stato un politico italiano.

## Biografia
Sindacalista, nel 1949 entra nella segreteria provinciale della CGIL di Varese. Esponente del Partito Comunista Italiano, nel 1963 viene eletto eletto nella IV legislatura alla Camera dei deputati, venendo confermato anche dopo le elezioni politiche del 1968; termina il mandato parlamentare nel 1968. 
Muore all'età di 65 anni nel giugno 1980.